# Rasti-Land
Rasti-Land in Salzhemmendorf is met ongeveer 160.000 m² een middelgroot Duits pretpark in het zuidelijke deel van Nedersaksen, aan de rand van het Weserbergland. Het park is sinds de opening in familiebezit.

## Geschiedenis
Rasti-Land werd in 1973 geopend met 12 hectare en aanvankelijk 4 attracties. Sindsdien heeft het park voortdurend uitgebreid. Oorspronkelijk was het park een recreatiepark in een Wild West-stijl met een Indisch dorp. Ludwig Ratzke en zijn zoon Steffen Ratzke zijn de oprichters en zijn tegenwoordig nog steeds bestuurders van Rasti-Land. De ingenieur-architect Ludwig dacht dat er in deze regio niet genoeg recreatieaanbod voor kinderen was en besloot Rasti-Land te bouwen. De groei van het park zorgde ervoor dat er in 2006 ruim 300.000 gasten Rasti-Land bezochten. De belangrijkste attractie en tegelijkertijd de grootste investering van het park is de rapid river, welke 2,85 miljoen euro kostte.
De mascotte van Rasti-land is het konijn Rasti.

## Attracties
Het Rasti-land heeft 39 mechanische attracties, die voornamelijk gericht zijn op gezinnen. De belangrijkste attracties van het park zijn Rafting im Reich des T-Rex, een Rapid River, de Bobkart-Bahn Blizzard, Kids-Dinoworld en de Achterbahn. Deze achtbaan was Vekoma's eerste junior coaster.

### Achtbanen
| Afbeelding | Naam       | Type           | Max. hoogte | Lengte | Max. snelheid | Fabrikant | Geopend | Opmerking                                                                                        |
| ---------- | ---------- | -------------- | ----------- | ------ | ------------- | --------- | ------- | ------------------------------------------------------------------------------------------------ |
| Achterbahn | Achterbahn | Junior Coaster | 8 m         | 207 m  | 35 km/h       | Vekoma    | 1991    | Duitsland enige roze geverfde achtbaan: de eerste Junior Coaster van Vekoma                      |
| Blizzard   | Blizzard   | Rodelbaan      | -           | 505 m  | 40 km/h       | Wiegand   | 1998    | In 2016 werden de bobs vervangen en de baan gerenoveerd In 2017 werd de baan verder gedecoreerd. |

### Waterattracties
| Afbeelding                      | Naam                              | Type               | Max. hoogte | lengte    | fabrikant        | Geopend | Opmerking                                                          |
| ------------------------------- | --------------------------------- | ------------------ | ----------- | --------- | ---------------- | ------- | ------------------------------------------------------------------ |
| Bumper-Spaßboote                | Bumper-Spaßboote                  | Bumper Boats       | -           | -         | -                | -       |                                                                    |
| Rafting-Bahn im Reich des T-Rex | Rafting im Reich des T-Rex        | Rapid River        | 5 m         | 480 m     | Hafema           | 2002    | Rasti-Land's grootste eenmalige investering van 2,85 miljoen euro. |
| Wildwasserbahn                  | Wildwasserbahn                    | Boomstamattractie  | 10 m        | 450 m     | Rasti-Land       | 1981    | De boten zijn nu geleverd door Intamin.                            |
| 4 Boots-Wasserrutsche           | 4 Boots-Wasserrutschen            | Waterglijbaan      | 12 m        | 100–300 m | van Egdom        | 1990    | Grootste waterglijbaan van Duitsland.                              |
| Märchenfahrt                    | Märchenfahrt                      | Rondvaartboot      | -           | 250 m     | Mack Rides       | 1973    | Oorspronkelijk heette de attractie Rundbootsfahrt.                 |
| Wasserschlacht                  | Wasserschlacht im Reich des T-Rex | Round Boat Blaster | -           | -         | Mack Rides       | 2007    | Eerste Round Boat Blaster van Mack Rides.                          |
| Reifenrodeln                    | Reifenrodeln                      | Snowtube           | -           | 50–125 m  | Rasti-Land       | 2010    | Vroeger stond op deze plaats de Polybob.                           |
| Steilrutsche                    | Steilrutsche                      | Waterglijbaan      | 12 m        | 100 m     | Metallbau Emmeln | 2014    | Vervangt de oude glijbaan (1990-2004).                             |

### Flatrides
| Afbeelding            | Naam                   | Type          | Max. hoogte | Lengte | Fabrikant        | Geopend |
| --------------------- | ---------------------- | ------------- | ----------- | ------ | ---------------- | ------- |
| Autoscooter           | Autoscooter groß/klein | Botauto's     | -           | -      | -                | 1973    |
| Riesenschiffschaukel  | Riesen-Schiffschaukel  | Schommelschip | 11 m        | -      | Metallbau Emmeln | 1994    |
| Koggenfahrt           | Koggenfahrt            | Rupsbaan      | -           | -      | Mack Rides       | 1999    |
| Dampf-Karussell       | Nostalgie-Karussell    | Draaimolen    | -           | -      | Peter Petz       | 1984    |
| Kinder-Karussell      | Kinderkarussell        | Draaimolen    | -           | -      | -                | -       |
| Ballonkarussell       | Ballonkarussell        | Samba Balloon | -           | -      | Zamperla         | 1996    |
| Dampf-Riesenrad       | Dampf-Riesenrad        | Reuzenrad     | 5 m         | -      | Peter Petz       | 1984    |
| Familien-Freifallturm | Familien-Freifallturm  | Vrije val     | 12 m        | -      | Zierer           | 2011    |
| Jump Around           | Jump Around            | Draaimolen    | -           | -      | Zamperla         | 2010    |
| Nostalgie-Schaukel    | Dampf-Schaukel         | Schommelschip | -           | -      | Peter Petz       | 1984    |

### Darkrides en rondritten
| Afbeelding                            | Naam                                  | Type                  | Max. hoogte | Lengte | Fabrikant                   | Geopend | Opmerking                                                                                     |
| ------------------------------------- | ------------------------------------- | --------------------- | ----------- | ------ | --------------------------- | ------- | --------------------------------------------------------------------------------------------- |
| Abenteuerfahrt durch die Piratenstadt | Abenteuerfahrt durch die Piratenstadt | Darkride              | -           | -      | Metallbau Emmeln, Heimotion | 1997    | tot 2017 was de Piratenfahrt Norddeutschlands de grootste darkride van het park               |
| Comic Bahn                            | Comic Bahn                            | Trein                 | -           | -      | Zamperla                    | -       |                                                                                               |
| Einschienenbahn                       | Einschienenhochbahn                   | Monorail              | -           | -      | Mack Rides                  | 1978    | Monorail door het voorste deel van het park.                                                  |
| Elektrische Kamelreitbahn             | Elektrische Kamelreitbahn             | Paardenbaan           | -           | 300 m  | Metallbau Emmeln            | 2012    | Oosterse thematisering                                                                        |
| Go-Kart Bahn                          | Go-Kart Bahn                          | Kartbaan              | -           | 350 m  | Rasti-Land                  | 1973    | Sinds 2004 betaal je niet meer apart voor de kartbaan.                                        |
| Jeep-Geländebahn                      | Jeep-Geländebahn                      | Kartbaan              | -           | -      | Rasti-Land                  | 1988    | De jeeps zijn bij de prijs inbegrepen                                                         |
| Laser-Planet                          | Laser-Planet                          | Maze Mission          | -           | -      | Interactiv Lasergames       | 2015    | -                                                                                             |
| Kinder-Autobahn                       | Kinderautobahn                        | Rondrit               | -           | -      | Ihle                        | 1984    |                                                                                               |
| Kinder-Truckbahn                      | Kinder-Truckbahn                      | Rondvaart             | -           | -      | Zamperla                    | -       |                                                                                               |
| Afrika-Fotosafari                     | Afrika-Fotosafari                     | Interactieve Darkride | -           | 225 m  | Ihle                        | 1973    | In 2015 gerenoveerd, nieuwe thematisering. Oorspronkelijk heette de attractie "Oldtimer-Bahn" |
| Western-Eisenbahn                     | Western-Eisenbahn                     | Trein                 | -           | -      | Ihle                        | 1973    | Rondrit door het oudste deel van het park.                                                    |
| Dampf Eisenbahn                       | Dampf-Eisenbahn                       | Trein                 | -           | -      | Peter Petz                  | 1984    |                                                                                               |

### Speelplaatsen
| Afbeelding            | Naam                  | Type           | Fabrikant           | Geopend |
| --------------------- | --------------------- | -------------- | ------------------- | ------- |
| Kiddie-Land           | Kiddie-Land           | Speeltuin      | Rasti-Land          | 1995    |
| Robinsions Insel      | Robinsons Insel       | Waterspeeltuin | Rasti-Land          | 2009    |
| Rastis Raubritterburg | Rastis Raubritterburg | Speeltuin      | Jürgen Bergmann     | 2010    |
| Hochseilgarten        | Hochseilgarten        | Touwenparcours | Ropes Courses, Inc. | 2013    |
| Wasserschlacht        | Wasserschlacht        | Waterspeeltuin | Rasti-Land          | 2014    |

### Shows
- Krippenspiel: kerstspel.
- Kasperletheater: Een poppenshow tijdens de historische jaarmarkt.

### Themagebieden
| Afbeelding                              | Naam                         | Thematisatie  | Geopend | Fabrikant                          | Attracties                                                                                 | Opmerking |
| --------------------------------------- | ---------------------------- | ------------- | ------- | ---------------------------------- | ------------------------------------------------------------------------------------------ | --- |
| Verschiedene Ansichten der Rafting-Bahn | Reich des T-Rex              | Dinosaurussen | 2003    | Mack Rides, Hafema                 | Rafting im Reich des T-Rex, Wasserschlacht im Reich des T-Rex                              | Het themagebied werd pas een jaar later voltooid. Het Wasserschlacht is in 2007 geopend.                                         |
| Historischer Jahrmarkt                  | Historischer Jahrmarkt       | Jaarmarkt     | 1984    | Peter Petz, Zamperla               | Dampf-Riesenrad, Nostalgie-Karussell, Dampf-Eisenbahn, Nostalgie-Schaukel, Ballonkarussell | Het Ballonkarussell hoort bij de Historischen Jahrmarkt.                                                                         |
| Krippenspiel auf dem Weihnachtsmarkt    | Orientalischer Themenbereich | Oriental      | 2012    | Metallbau Emmeln, Ihle, Rasti-Land | Elektrische-Kamelreitbahn, Kinderautobahn, Kartbahn, Wasserschlacht                        | Het themagebied bestaat al sinds 2012. In 2013 werd de kartbaan toegevoegd en in 2014 werd het uitgebreid met de Wasserschlacht. |

### Voormalige attracties
| Afbeelding    | Naam                       | Type      | Max. hoogte | Lengte | Max. snelheid | Fabrikant  | Bouwjaar | Sluiting | Plaats                                    |
| ------------- | -------------------------- | --------- | ----------- | ------ | ------------- | ---------- | -------- | -------- | ----------------------------------------- |
|               | Polybob                    | Rodelbaan | -           | -      | -             | Rasti-Land | -        | 2008     | -                                         |
|               | Minigolf                   | Minigolf  | -           | -      | -             | -          | 1974     | 2005     | Waar nu Kids-Dinoworld zich bevindt.      |
| Varieté       | Varieté Der Western-Saloon | Show      | -           | -      | -             | -          | -        | 2015     | In het gebouw waar nu Laser Planet staat. |
| Oldtimer-Bahn | Oldtimer-Bahn              | Darkride  | -           | 225    | -             | Ihle       | 1973     | 2015     | -                                         |

## Kids-Dinoworld
Kids-Dinoworld, dat in 2006 is gebouwd, is de tweede grootste investering van Rasti-land en omvat de eerste indoor-wildwaterbaan. Kids-Dinoworld zit niet inbegrepen bij een ticket van Rasti-Land.
In januari 2017 is de tweede hal geopend, tussen de hallen is er een ondergrondse verbinding. In de nieuwe hal is er ook een high-ropesbaan, een minigolfbaan en een bowlingbaan.
| Afbeelding            | Naam                  | Type              | Fabrikant                 | Geopend | Opmerking                                          |
| --------------------- | --------------------- | ----------------- | ------------------------- | ------- | -------------------------------------------------- |
| Indoor-Wildwasserbahn | Indoor-Wildwasserbahn | Boomstamattractie | abc rides                 | 2006    | Eerste en enige indoor wildwaterbaan in Duitsland. |
| Indoor-Freifallturm   | Indoor-Freifallturm   | Vrije val         | Heege Freizeittechnik     | 2012    |                                                    |
|                       | Tret-Hochbahn         | Monorail          | Hartmann Dienstleistungen | 2006    |                                                    |

## Galerie

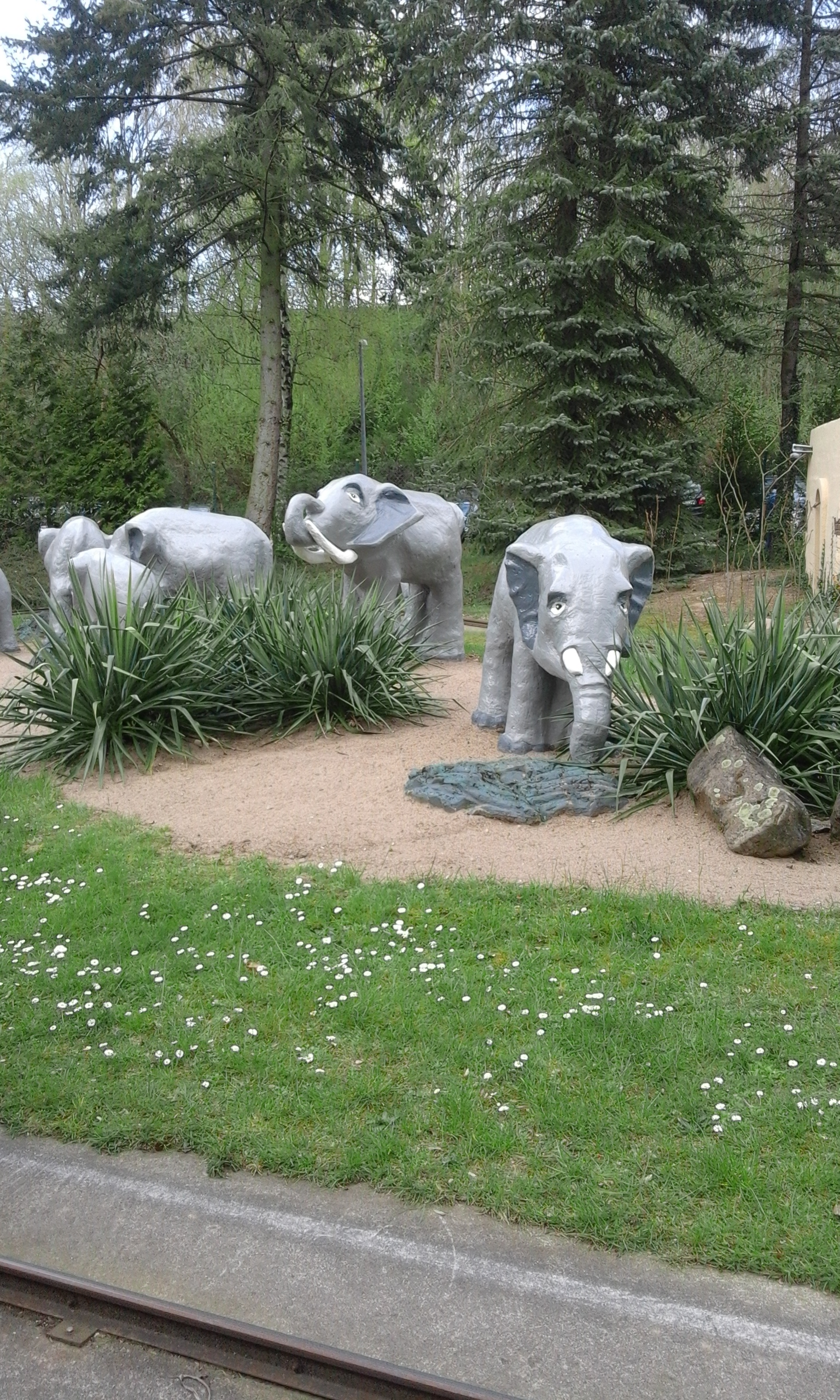
Afrika-Fotosafari olifanten
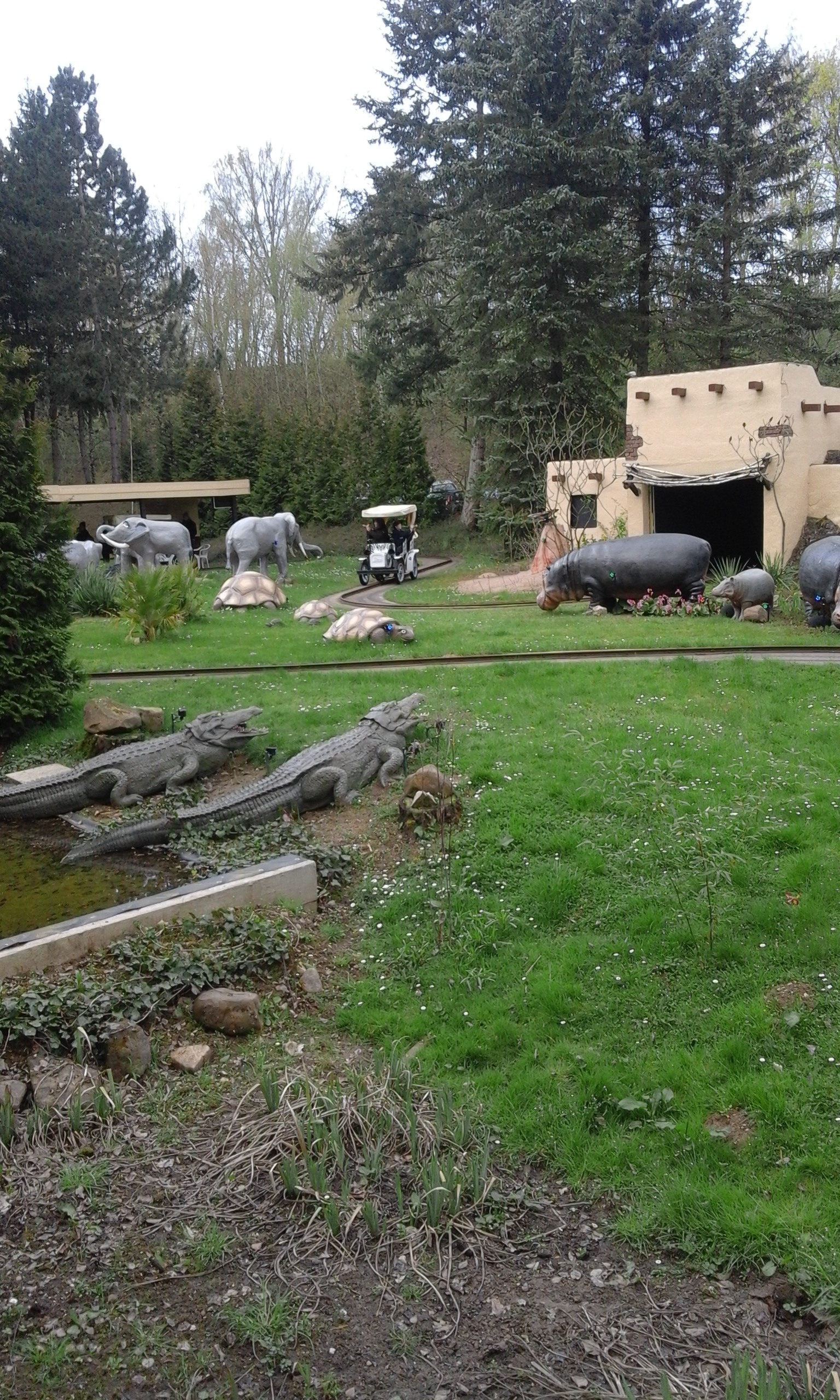
Afrika-Fotosafari algemeen overzicht
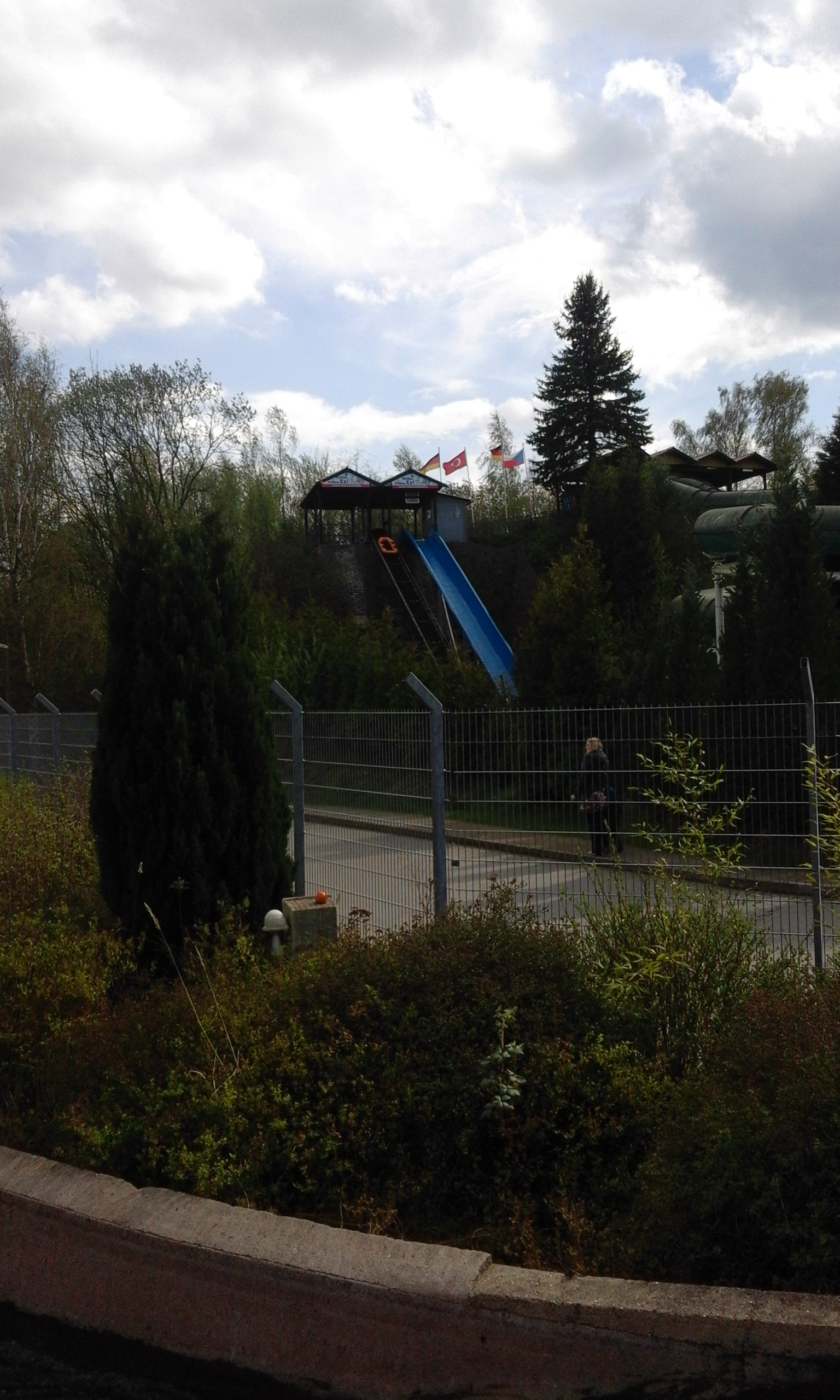
Steile glijbaan gezien vanuit het rijk van de T-Rex
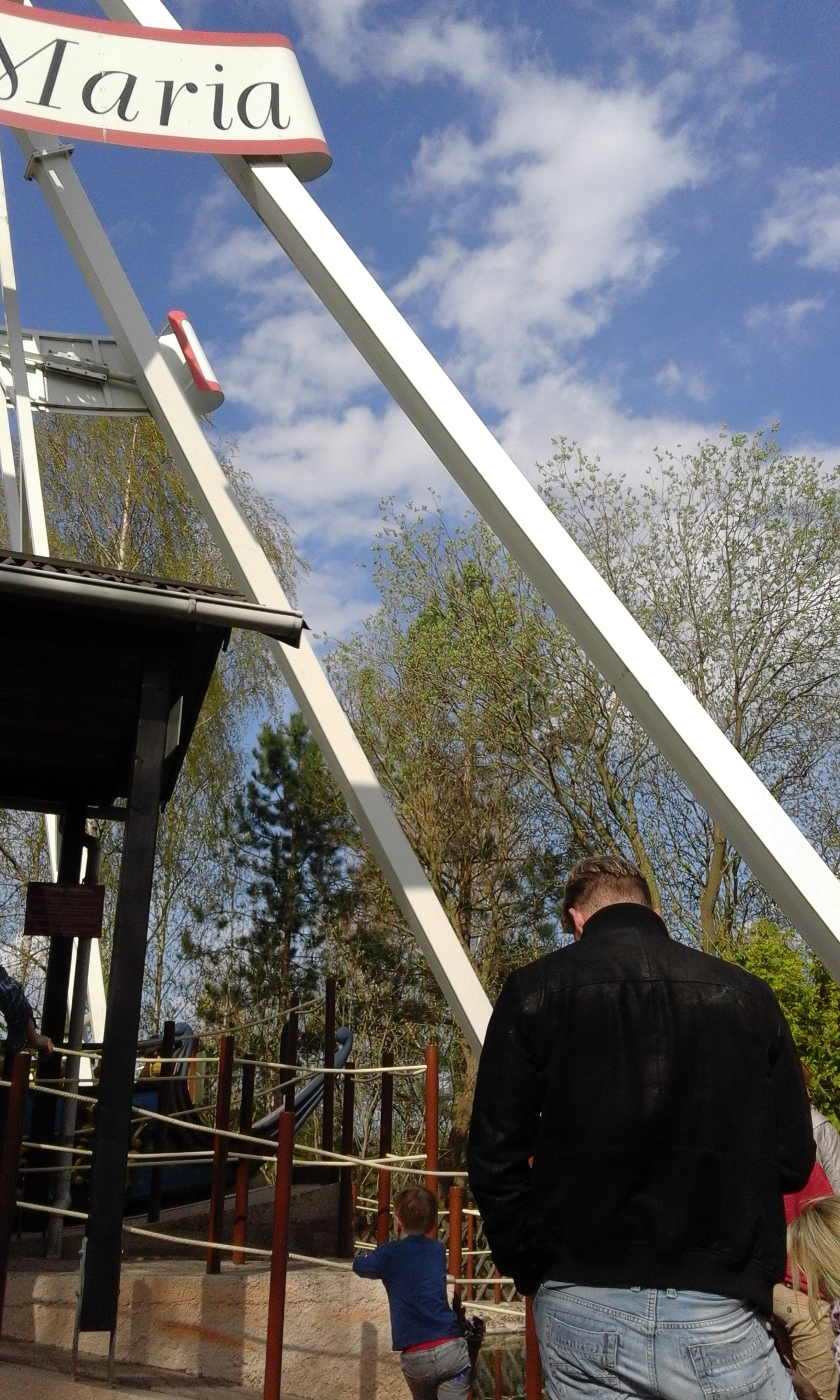
Het schommelschip "Santa Maria"
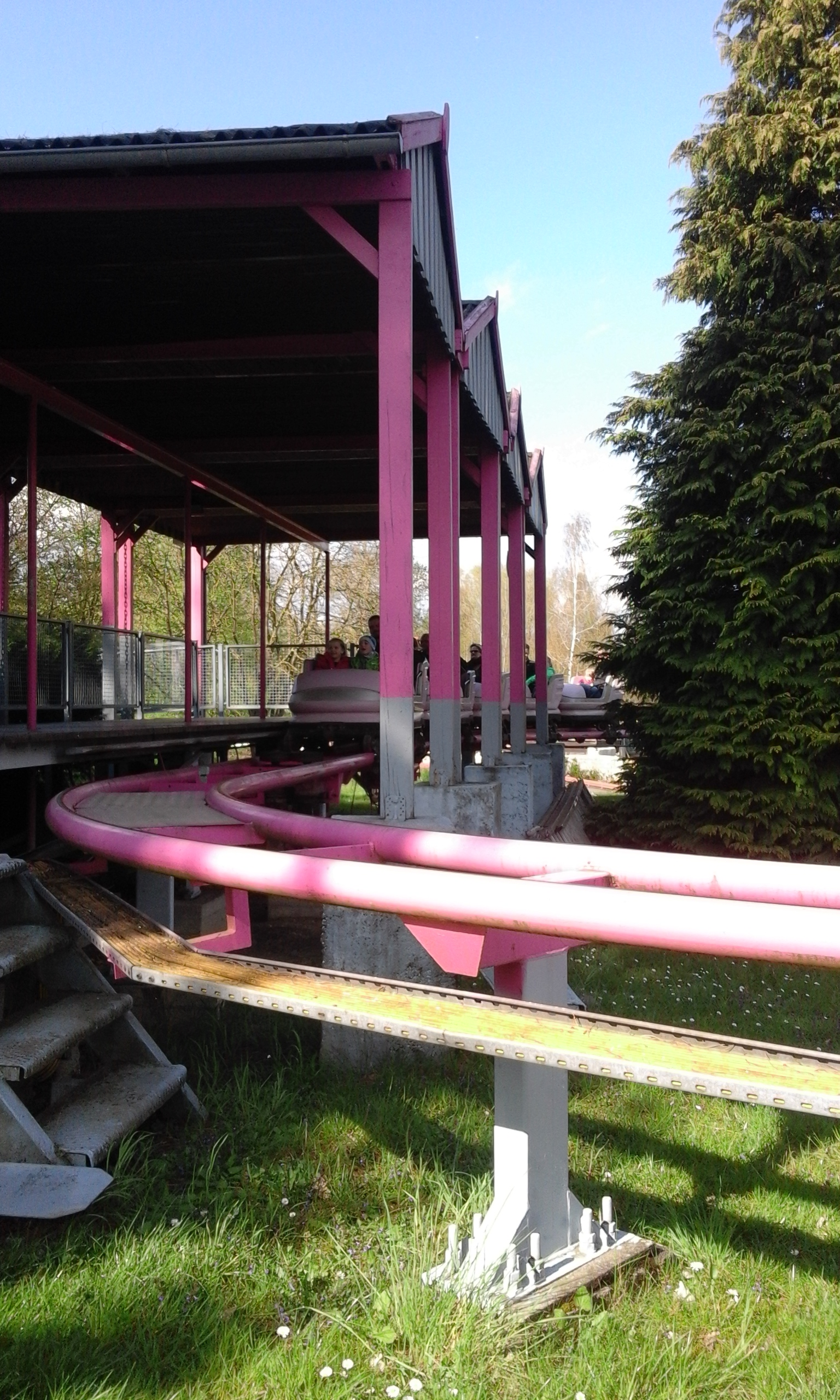
Station van de achtbaan